# Daria Bilodid
Daria Hennadiyivna Bilodid (em ucraniano: Дар'я Геннадіївна Білодід; Kiev, 10 de outubro de 2000) é uma judoca ucraniana. É bicampeã mundial de judo, sendo a mais nova de sempre a consegui-lo.

## Carreira
Daria Bilodid venceu o seu primeiro titulo mundial em 2018 e tornou-se a mais jovem campeã mundial de judo, com apenas 17 anos. No ano seguinte, com 18 anos, tornou-se bicampeã mundial de judo, sendo a mais nova de sempre a consegui-lo.